# James Stopford (2e comte de Courtown)
James Stopford (28 mai 1731 - 30 mars 1810) est un pair anglo-irlandais et un homme politique conservateur qui siège à la Chambre des communes britannique entre 1774 et 1793.

## Biographie
Il est le fils aîné de James Stopford (1er comte de Courtown), et de son épouse Elizabeth (née Smith). Il fait ses études au Trinity College de Dublin .
Il est élu à la Chambre des communes irlandaise pour Taghmon en 1761, poste qu'il occupe jusqu'en 1768, puis comme député à la Chambre des communes britannique pour Great Bedwyn en 1774 et pour Marlborough de 1780 à 1793. Entre 1784 et 1793 il est trésorier de la maison de William Pitt le Jeune. Il est fait chevalier de l'ordre de St Patrick en 1783 et admis au Conseil privé irlandais en 1784. En 1796, il est créé baron Saltersford, de Saltersford, comté de Chester, dans la Pairie de Grande-Bretagne .

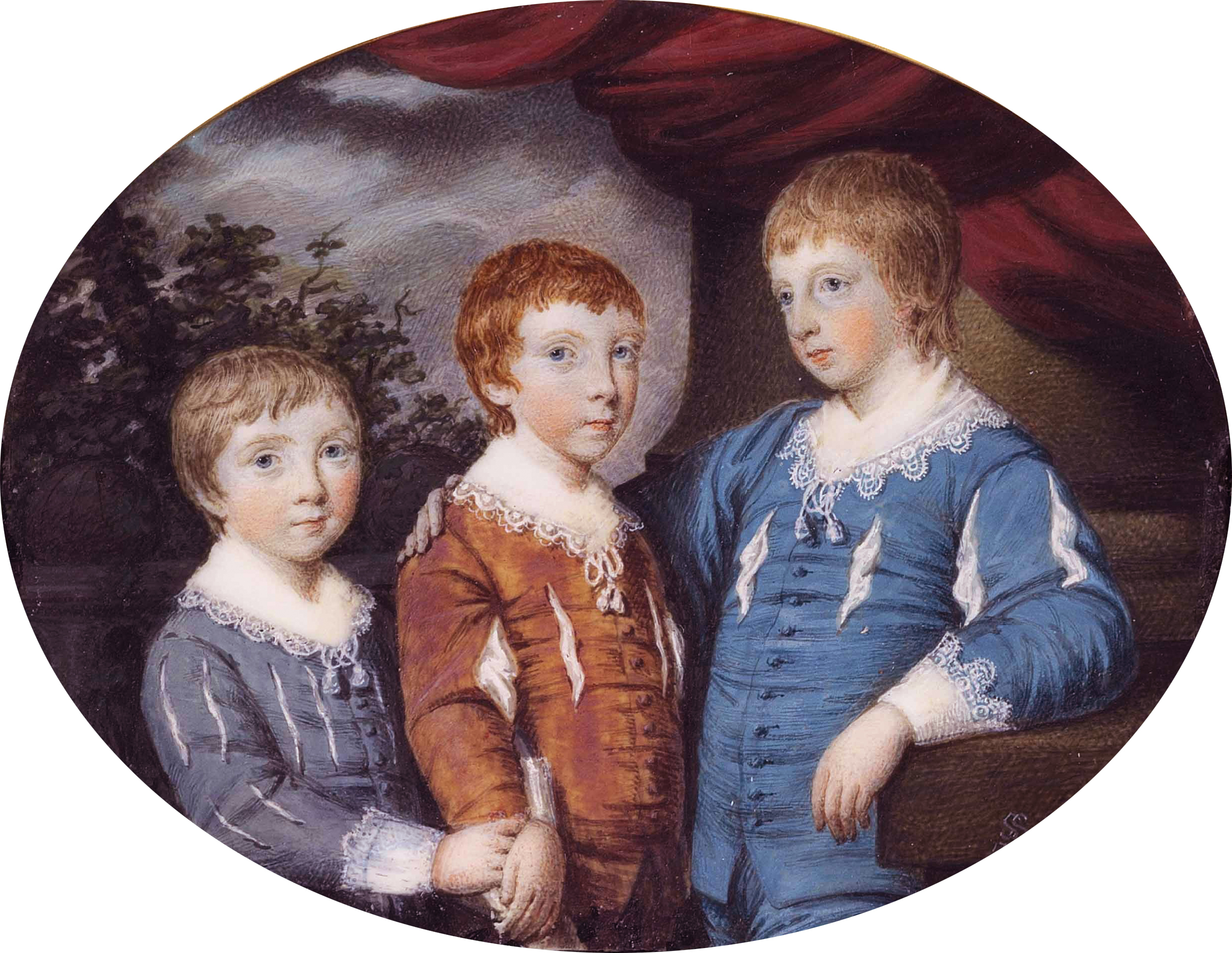
James, Edward et Robert. (Samuel Shelley, 1774)

Lord Courtown épouse Mary, fille de Richard Powys, en 1762. Ils ont quatre fils et une fille . Leur deuxième fils l'hon. Sir Edward Stopford (officier) (en) (1766-1837) est lieutenant-général de l'armée. Leur troisième fils l'hon. Sir Robert Stopford (1768–1874) est un amiral. Leur quatrième fils, le révérend l'hon. Richard Bruce Stopford (1774-1844) est chanoine de Windsor et aumônier de Sa Majesté la reine Victoria. Lady Courtown meurt en janvier 1810. Lord Courtown ne lui survit que trois mois et meurt en mars 1810, à l'âge de 78 ans. Son fils aîné, James Stopford (3e comte de Courtown), lui succède. Il devient également un éminent homme politique conservateur.